# Strupov
Strupov (ryska: Струпов) är ett vattendrag i Belarus.   Det ligger i voblasten Homels voblast, i den östra delen av landet, 300 km sydost om huvudstaden Minsk.
Omgivningarna runt Strupov är en mosaik av jordbruksmark och naturlig växtlighet. Runt Strupov är det ganska tätbefolkat, med 185 invånare per kvadratkilometer.